# Priddy-Gletscher
Der Priddy-Gletscher ist ein 3 km langer Gletscher an der Scott-Küste des ostantarktischen Viktorialands. Er fließt von der Westseite des Esser Hill in nordwestlicher Richtung zum Hobbs-Gletscher.
Das Advisory Committee on Antarctic Names benannte ihn 1992 nach Allan R. Priddy vom Ingenieurbüro Holmes & Narver aus Orange in Kalifornien, der zwischen 1976 und 1990 an zahlreichen Feldforschungsarbeiten und unter anderem an der Errichtung der Siple-Stationen beteiligt war.